# Condrătești
Condrăteşti è un comune della Moldavia situato nel distretto di Ungheni di 1.410 abitanti al censimento del 2004.

## Località
Il comune è formato dall'insieme della seguenti località (popolazione 2004):
- Condrăteşti (1.083 abitanti)
- Curtoaia (327 abitanti)